# Балка Проїзджа
Балка Проїзджа, Яр Проїжджий (рос. б. Проезжая; Яр Проезжий) — балка (річка) в Україні у Старобільському районі Луганської області. Ліва притока річки Айдару (басейн Азовського моря).

## Опис
Довжина балки приблизно 20,78 км, найкоротша відстань між витоком і гирлом — 18,87  км, коефіцієнт звивистості річки — 1,10 . Формується багатьма балками та загатами.

## Розташування
Бере початок у селі Веселе. Тече переважно на північний захід через село Проїждже і на південно-західній околиці села впадає у річку Айдар, ліву притоку Сіверського Дінця .
Населені пункти вздовж берегової смуги: Петрівське.

## Цікаві факти
- У селі Веселе балку перетинає автошлях Т 1308[3] (автомобільний шлях територіального значення в Луганській області. Проходить територією Старобільського району через Старобільськ — Марківку. Загальна довжина — 54,3 км.), а у селі Проїждже — Т 1302[3] (автомобільний шлях територіального значення в Луганській та Донецькій областях. Проходить територією Старобільського, Сіверськодонецького та Бахмутського районів через Танюшівку (пункт контролю) — Айдар — Старобільськ — Рубіжне — Новодружеськ — Лисичанськ — Соледар — Бахмут. Загальна довжина — 162,1 км.).
- У минулому столітті на балці існувало багато газових свердловин та водокачок[1].